# Acide clodronique
L'acide clodronique (DCI) ou clodronate de disodium (USAN) est un bisphosphonate. Il est utilisé en médecine expérimentale afin d'appauvrir de façon sélective les macrophages. Il a aussi été autorisé en médecine humaine au Canada, en Australie, au Royaume-Uni et en Italie comme inhibiteur de la résorption osseuse et agent anti-hypercalcémique sous les noms de Bonefos, Loron and Clodron.